# Marie Luise Kaschnitz
Marie Luise Kaschnitz (eredeti nevén Marie Luise Freifrau von Kaschnitz-Weinberg, leánykori nevén Marie Luise Holzing-Berstett) (Karlsruhe, 1901. január 31. – Róma, Olaszország, 1974. október 10.) német írónő.

## Élete
Berlinben és Potsdamban nőtt fel. Apja vezérőrnagy volt. Weimarban érettségizett, majd könyvkereskedőnek tanult 1922 és 1924 között. Ezután egy müncheni kiadónál és egy római antikváriumban dolgozott.
1925-ben ment feleségül Guido Kaschnitz von Weinberg archeológushoz, akivel sokat utazott Franciaországba, Olaszországba és Görögországba, és váltakozó jelleggel hol Rómában, hol pedig Königsbergben, Margburgban és Frankfurt am Mainban éltek. 1941-től haláláig túlnyomórészt Frankfurtban élt, ahol a férje az egyetemen régészeti tanszéket vezetését vette át. 1958-ban férje halála után időszakosan freiburgi családi birtokukra költözött vissza.

## Munkássága
Első regénye, a Liebe beginnt (1933), amit a Cassirer Kiadó pályázatára írt. Ezt követően elbeszélései, esszéi és versei jelentek meg, többek között a Totentanz und Gedichte zur Zeit (1947), amelyet háborús tapasztalatok hatása alatt írt. A Zukunftsmusik (1950) és az Ewige Stadt (1952) ciklus azonban már egy olyan tendenciát mutat, ahol a dialógus egyre inkább a lírai én és a jelen között zajlik.
Késői műveiben esszéisztikus és önéletrajzi írások kapnak központi szerepet. Engelsbrücke (1955) című római írásai után megjelent többek között a Das Haus der Kindheit (1956) és a Steht noch dahin. Neue Prosa (1970), amelyben az én a valóság és a saját identitás kérdését vizsgálja.
Az 1950-es évektől kezdve a hangjáték felé fordult. 1955-ben Büchner-díjjal tüntették ki. 1960-ban a frankfurti egyetem vendégprofesszora poétika tantárggyal. Tagja volt többek között a német P.E.N.-centrumnak, a német nyelvi és költészeti akadémiának és a bajor szépművészeti akadémiának.
Bollschweilban helyezték örök nyugalomra. A falunak Beschreibung eines Dorfes (1966) című művével ő maga állított irodalmi emlékművet. Frankfurtban egy emléktáblát helyeztek el a Wiesenau 8 szám alatti lakóházon, amelyben sokáig élt. Hagyatéka a német irodalmi archívumban található Marbach am Neckarban.

## Művei(nem teljes felsorolás)

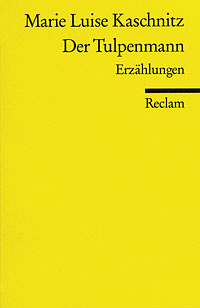

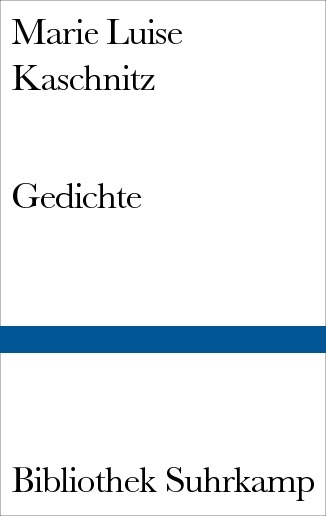

- Liebe beginnt. regény, Berlin, 1933
- Elissa. regény, Berlin, 1936
- Griechische Mythen. próza, Hamburg, 1943
- Menschen und Dinge 1945. Zwölf Essays. Heidelberg, 1946
- Gedichte. Hamburg, 1947
- Totentanz und Gedichte zur Zeit. Hamburg, 1948
- Adam und Eva (1949)
- Zukunftsmusik. versek, Hamburg, 1950
- Hiroshima (1951)
- Das dicke Kind und andere Erzählungen. Krefeld, 1952
- Ewige Stadt. Rom-Gedichte. Krefeld, 1952
- Engelsbrücke. Römische Betrachtungen. Hamburg, 1955
- Das Haus der Kindheit. Autobiographie, Hamburg, 1956
- Lange Schatten. elbeszélések, Hamburg, 1960
- Dein Schweigen – meine Stimme. Gedichte 1958–1961. Hamburg, 1962
- Hörspiele. Hamburg, 1962
- Einer von zweien (1962)
- Wohin denn ich. Aufzeichnungen. Hamburg, 1963
- Überallnie. Ausgewählte Gedichte 1928–1965. Hamburg, 1965
- Ein Wort weiter (1965)
- Ferngespräche. Erzählungen, Frankfurt am Main, 1966
- Beschreibung eines Dorfes. Frankfurt am Main, 1966
- Popp und Mingel (1967)
- Ein Gedicht (1967)
- Tage, Tage, Jahre. Aufzeichnungen. Frankfurt am Main, 1968
- Die fremde Stimme. hangjáték, München, 1969
- Steht noch dahin. Neue Prosa. Frankfurt am Main, 1970
- “Kein Zauberspruch. Gedichte”. Frankfurt am Main, 1972
- Orte. Aufzeichnungen. Frankfurt am Main, 1973
- Der alte Garten. Ein Märchen. Düsseldorf, 1977 (posztumusz megjelenés)

### Magyar fordításban
- Az X-edik nap – novella – Kászonyi Ágota fordításában
- A kövér kislány – novella – Szőllősy Klára fordításában
- Hosszú árnyak – novella – Győri Hanna fordításában
- Telefonok – novella – Kászonyi Ágota fordításában
- Decemberi éjszaka – vers – Kalász Márton fordításában
- Oly korban – vers – Hajnal Gábor fordításában
- A kék függöny – vers – Keresztury Dezső fordításában
- Genazzano – vers – Hajnal Gábor fordításában
- A folyó csupa veszély lett – vers – Pákozdy Ferenc fordításában
- Hirosima – vers – Pákozdy Ferenc fordításában
- Ádám és Éva. Válogatott elbeszélések; vál., szerk., utószó Fülöp József; KRE–L'Harmattan, Bp., 2020 (Károli könyvek. Műfordítás, forrás)

## Elismerései
- 1955: Georg Büchner-díj
- 1961: Villa-Massimo ösztöndíj

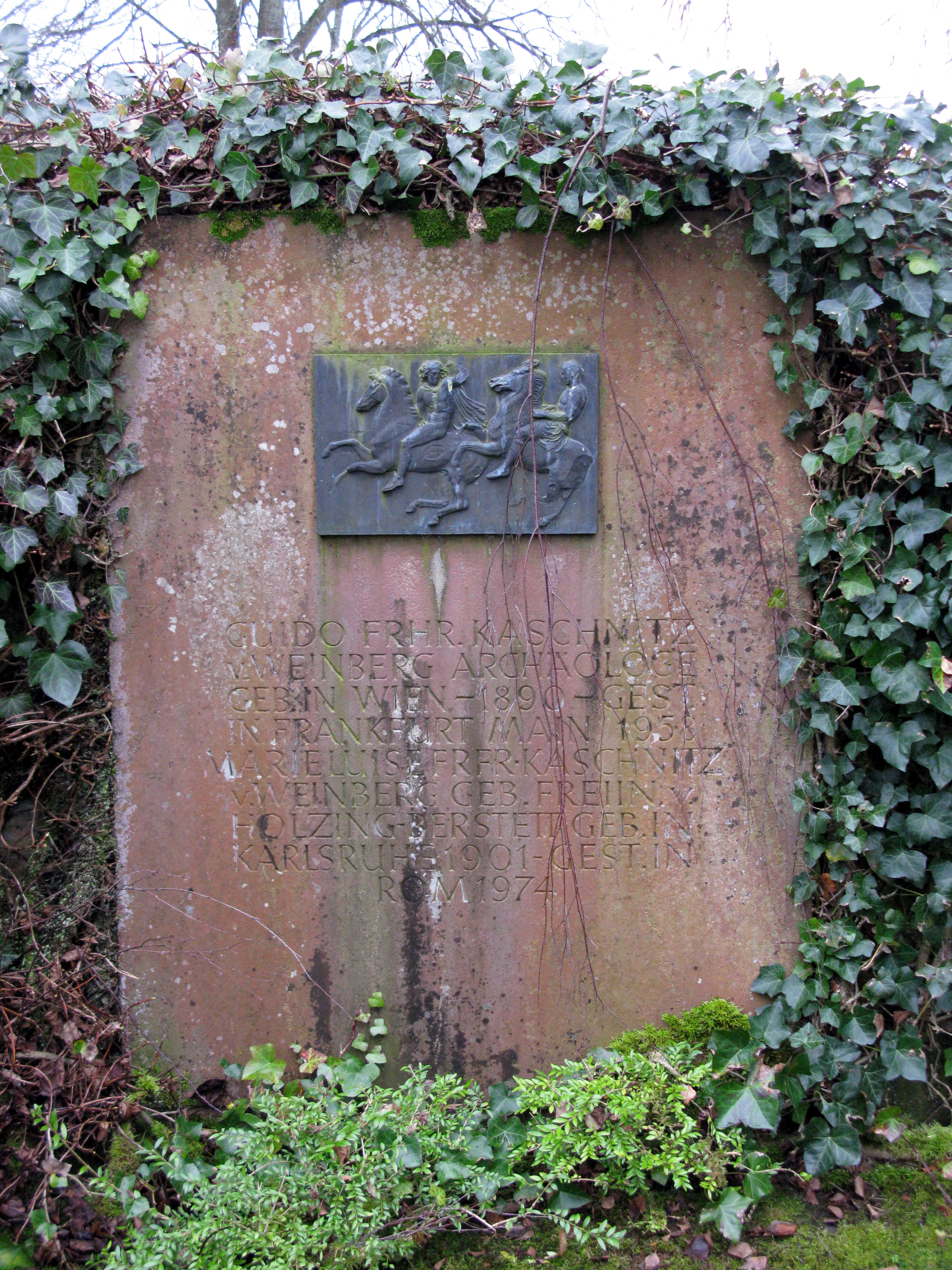
Marie Luise Kaschnitz sírja

- 1966: Frankfurt am Main város Goethe-plakettje
- 1967: Pour le mérite a tudományért és művészetekért
- 1968: a Johann Wolfgang Goethe Egyetem tiszteletbeli doktori címe Frankfurt am Mainban
- 1970: Baden-Württemberg tartomány Johann-Peter-Hebel-díja
- 1971: Hessen tartomány Goethe-Plakettje
- 1973: Roswitha-Gedenkmedaille

### Biográfiák és bevezetések
- Dagmar von Gersdorff: Marie Luise Kaschnitz. Eine Biographie. Insel, Frankfurt am Main 1992, ISBN 3-458-16342-5 (Taschenbuchausgabe: Insel, Frankfurt am Main, 1997, ISBN 3-458-33587-0)
- Elsbet Linpinsel: Marie Luise Kaschnitz. Leben und Werk. (= Dichter und Denker unserer Zeit; Folge 37). Claassen, Hamburg u. a., 1971
- Elsbeth Pulver: Marie Luise Kaschnitz (= Autorenbücher; Bd. 40). C. H. Beck / Edition Text und Kritik, München, 1984, ISBN 3-406-30145-2
- Johanna Christiane Reichardt: Zeitgenossin. Marie Luise Kaschnitz. Eine Monographie. Lang, Frankfurt am Main, 1984, ISBN 3-8204-5247-8 (zugleich Dissertation, Universität Frankfurt am Main 1984)
- Uwe Schweikert: Marie Luise Kaschnitz. (= Suhrkamp-Taschenbuch; Materialien; Bd. 2047). Suhrkamp, Frankfurt am Main, 1984, ISBN 3-518-38547-X
- Interpretationen zu Marie Luise Kaschnitz. Erzählungen. (= Interpretationen zum Deutschunterricht). Oldenbourg, München, 1969

### Tanulmányok
- Jan Badewien, Hansgeorg Schmidt-Bergmann (Hrsg.): Marie Luise Kaschnitz. Eine sensible Zeitgenossin. (= Herrenalber Forum; Bd. 30). Evangelischer Presseverband für Baden, Karlsruhe 2002, ISBN 3-87210-130-7 (Sammlung von Beiträgen zu einer Tagung in Bad Herrenalb, 2001)
- Anita Baus: Standortbestimmung als Prozess. Eine Untersuchung zur Prosa von Marie Luise Kaschnitz. Bouvier, Bonn, 1974, ISBN 3-416-00885-5 (zugleich Dissertation, Universität Saarbrücken 1971)
- Petra Huber-Sauter: Das Ich in der autobiographischen Prosa von Marie Luise Kaschnitz. Dissertation, Universität Stuttgart, 2004 (Volltext)
- Johannes Østbø: Wirklichkeit als Herausforderung des Wortes. Engagement, poetologische Reflexion und dichterische Kommunikation bei Marie Luise Kaschnitz. (= Osloer Beiträge zur Germanistik; Bd. 17). Lang, Frankfurt am Main u. a., 1996, ISBN 3-631-48215-9
- Heide Rohse: Trauern – Erinnern – Erzählen. Marie Luise Kaschnitz' Geschichte „Adam und Eva“ und die biblische Geschichte Erzählung von Paradies und Vertreibung. In: Freiburger literaturpsychologische Gespräche. Jahrbuch für Psychoanalyse und Literatur. Bd. 22: Trauer. Hrsg. von Wolfram Mauser und Joachim Pfeiffer. Königshausen & Neumann, Würzburg, 2003, S. 227-239, ISBN 3-8260-2529-6
- Nikola Roßbach: „Jedes Kind ein Christkind, jedes Kind ein Mörder“. Kind- und Kindheitsmotivik im Werk von Marie-Luise Kaschnitz. Francke, Tübingen u. a., 1999, ISBN 3-7720-2744-X (zugleich Dissertation, RWTH Aachen 1997)
- Adelheid Strack-Richter: Öffentliches und privates Engagement. Die Lyrik von Marie Luise Kaschnitz. Lang, Frankfurt am Main u. a., 1979, ISBN 3-8204-6545-6 (zugleich Dissertation, University of Waterloo, Ontario)
- Ulrike Suhr: Poesie als Sprache des Glaubens. Eine theologische Untersuchung des literarischen Werkes von Marie Luise Kaschnitz. (= Praktische Theologie heute; Bd. 8). Kolhhammer, Stuttgart u. a. 1992, ISBN 3-17-012008-5 (zugleich Dissertation, Universität Hamburg, 1990)
- Helga Vetter: Ichsuche. Die Tagebuchprosa von Marie Luise Kaschnitz. M und P Verlag, Stuttgart, 1994, ISBN 3-476-45053-8 (zugleich Dissertation, Universität Hannover 1994)
- Monika Wolting: Der Garten als Topos im Werk von Marie Luise Kaschnitz, Undine Gruenter und Sarah Kirsch. Wroclaw, 2009. ISBN 978-83-229-2985-8

## Fordítás
- Ez a szócikk részben vagy egészben  a   Marie Luise Kaschnitz című német Wikipédia-szócikk fordításán alapul.  Az eredeti cikk szerkesztőit annak laptörténete sorolja fel. Ez a jelzés csupán a megfogalmazás eredetét és a szerzői jogokat jelzi, nem szolgál a cikkben szereplő információk forrásmegjelöléseként.